# Antonio Hueso
Antonio Hueso (n. Aspe, Alicante, 29 de marzo) es locutor de radio, actor y presentador español. Actualmente[¿cuándo?] es locutor de La mejor variedad musical" en "Cadena 100 que se emite de lunes a viernes de 14:00 a 17:00h y desde el pasado mes de julio[¿cuándo?] publica semanalmente un videoblog en su canal de YouTube en el que relata su vida diaria (Antonio Hueso Vlog).
Esta temporada[¿cuál?] presenta mensualmente el espacio Antonio Hueso De Cerca con.... David DeMaría fue su primer artista invitado. También han pasado por el programa: Conchita, Rosana, Vanesa Martín, Morat, David Otero, Manolo García, Pablo López...
Desde 2018 colabora en el programa Trece al día como presentador de La Trastienda musical y presenta el programa No solo vengo a hablar de mi disco por donde han pasado artistas como: David DeMaría, Rosana, Coti, Andrés Suárez, Rulo, Carlos Baute...
Desde septiembre de 2021 presenta en Trece (canal de televisión) un programa de entrevistas y humor junto a María Ruiz, La Azotea de medianoche
Desde diciembre de 2022 es colaborador del programa de Telemadrid "Juntos" presentado por Inés Ballester y Ricardo Altable.
Ha sido Jurado musical del talent de Telemadrid "La la la" junto a Dani Diges, Lorena Gómez y Poty. Programa presentado por Silvia Jato.

## Biografía
Desde que llegó a Madrid, procedente de su Aspe natal, ha aparecido en distintos medios nacionales. Comenzó su trayectoria radiofónica en "Radio Aspe" y, una vez en Madrid, pasó por Europa FM antes de consolidarse en el "Prime time" de CADENA 100.
Ha sido presentador del musical Grease en su gira nacional.
En faceta de actor, apareció en largometrajes como No somos nadie de Jordi Moya, School Killer de Carlos Gil o Año Mariano de Karra Elejalde. Debutó en televisión en el año 2000 como presentador de Play Music en Canal 7 TV. Ha participado en series como Amar en tiempos revueltos, Amar es para siempre, La que se avecina, Algo que celebrar o Centro Médico. También fue uno de los integrantes del jurado profesional del Festival de Eurovisión 2017.

## Trabajos

### Como presentador de televisión
- Show Store presentador en Canal 7 Televisión (Madrid).
- EHS Televisión' presentador de teletienda en Digital Plus.
- La noche de Cadena 100 presentador en Divinity en 2014 y 2015.
- Miembro del jurado del Festival Eurovisión 2017, en RTVE.[1]
- No solo vengo a hablar de mi disco presentador en TRECE (Madrid).
- La Trastienda Musical de TRECE al día presentador en TRECE (Madrid).
- La Azotea presentador de este late night en TRECE (Madrid)
- Juntos colaborador musical de este programa en Telemadrid (Madrid)
- La la la Jurado musical de este programa en Telemadrid (Madrid)

### Radio
- La mejor variedad musical (Temporada 2006/2022)
- Antonio Hueso De cerca con... (Temporada 2017/2022)
- Hueso en CADENA 100 (Temporada 2021/2022)

### Cine
- Año mariano (2000)
- School Killer (2001)
- No somos nadie (2002) de Jordi Mollá.

### Series de televisión
- Amar en tiempos revueltos desde 2009 hasta 2012, personaje de Locutor de Radio Universal.
- Amar es para siempre desde 2013, personaje de Locutor de Radio Universal.
- La que se avecina en Telecinco en 2014.
- Algo que celebrar en Antena 3 en 2015.
- Centro médico (serie española) de TVE1 en 2016.
- 4 Estrellas (serie española) 2023, personaje de voz en off en la serie de TVE.